# Таиланд на летних Олимпийских играх 1964
Таиланд принимал участие в Летних Олимпийских играх 1964 года в Токио (Япония) в четвёртый раз за свою историю, но не завоевал ни одной медали.
Страну представляли 54 спортсмена: 47 мужчин и  7 женщин, выступавших в 8 видах спорта: 
- лёгкая атлетика
- бокс: Чердчай Удомпайчиткул  провёл только один бой, уже в стартовом поединке легчайшей весовой категории потерпел поражение от нигерийца Кариму Янга и лишился шансов на попадание в число призёров.
- велоспорт (индивидуальный и командный зачёт)
- дзюдо
- парусный спорт
- стрельба
- плавание
- тяжёлая атлетика.

Самой молодой участницей сборной была семнадцатилетняя бегунья-спринтер Будсабонг Иимплой, она участвовала в эстафете 4х100. 
Самым возрастным участником был пятидесятилетний Бирабонгзе Банудей Банубанд, принц Бира, больше известный своими выступлениями в гонках Формулы-1. На этой олимпиаде он выступал на яхте вместе со своей женой Аруни.